# Тафсир аль-Байдави
Тафси́р аль-Байда́ви (араб. تفسير البيضاوي‎) или Анвар ат-танзиль ва асрар ат-та‘виль(араб. أنوار التنزيل وأسرار التأويل‎) — тафсир (богословский комментарий) к Корану Абдуллаха ибн Умара аль-Байдави.
«Тафсир» аль-Байдави написан с позиции ашаритского калама и является одним из «средних» по объёму тафсиров, скомпилирован из более ранних тафсиров: «аль-Кашшафа» аз-Замахшари (убрана мутазилитская составляющая) и «Тафсир аль-Кабира» ар-Рази, и словаря «аль-Муфрадат» ар-Рагиба аль-Исфахани. После каждой суры Корана аль-Байдави поместил хадисы о достоинстве этих сур (в большинстве своём недостоверны). В течение долгого времени этот тафсир преподавали в медресе Османской империи, а также других странах. На этот тафсир написано свыше 250 комментариев, самым знаменитым является труд Мухаммада Шайх-зада.

## Список изданий
- В Булакской типографии (Каир) в 1865 году.
- В Фарсе в 1866 году.
- В Стамбуле в 1868 и 1887 годах.
- В Лакнау (Индия) в 1869 году.
- В типографии Мустафы аль-Баби (Египет) в 1938 и 1955 годах.
- В типографии «аль-Машхад аль-Хусейни» (Египет) в 1960 году.